# Paul Jung
Paul Jung (* 16. April 1939 in Oesterbehringen; † 6. April 2006 in Halle/Saale) war ein deutscher Metallgestalter, Industriedesigner und Hochschullehrer.

## Leben und Werk
Jung absolvierte von 1950 bis 1953 an der Gewerbeschule in Gotha eine Lehre als Schmied und studierte danach bis 1956 an den Fachschulen für angewandte Kunst in Erfurt und Heiligendamm Metallgestaltung. Von 1956 bis 1961 studierte er Formgestaltung an der Hochschule für bildende und angewandte Kunst in Berlin-Weißensee.
Von 1961 bis 1964 arbeitete Jung als Industrieformgestalter in der zentralen Entwicklungsstelle für Haushaltsgeräte und Haushaltstechnik in Karl-Marx-Stadt und dann bis 1968 in der Systementwicklung für Schreib-, Druck- und Rechentechnik des Kombinats Robotron, ab 1965 als Leiter des Designateliers für Gerätetechnik der VVB (Vereinigung Volkseigener Betriebe) Datenverarbeitung. Von 1964 bis 1968 hatte er einen Lehrauftrag an der Technischen Hochschule Karl-Marx-Stadt und von 1966 bis 1968 an der Hochschule für industrielle Formgestaltung Halle – Burg Giebichenstein. Von 1968 bis 1969 war Jung Künstlerischer Mitarbeiter/Dozent für Arbeitsmittel- und Arbeitsumweltgestaltung und von 1969 bis 1971 Sektionsdirektor für Design an der Burg Giebichenstein.
Ab 1970 hatte er eine Professur für Arbeitsmittel- und Arbeitsumweltgestaltung. Von 1973 bis zur Emeritierung 2001 war er Ordentlicher Professor für Industrieformgestaltung. Von 1971 bis 1987 und von 1990 bis 1992 war er Rektor der Hochschule. Außerdem war er von 1983 bis 1989 Chefgestalter des Kombinats Robotron und Fachberater für das Kombinat Elektrogeräte-Werk Suhl.
Jung war bis 1990 Mitglied des Verbands Bildender Künstler der DDR.
Ab 2001 arbeitete Jung in Halle freiberuflich als Designberater. Er war einer der Geschäftsführer der Firma DesignRing Desingmanagement GmbH.

## Ehrungen (Auswahl)
- 1980: Designpreis der DDR
- 1980: Arthur-Becker-Medaille in Gold
- 1983: Alexander-von-Humboldt-Medaille der Deutschen Akademie der Wissenschaften
- 1987: Vaterländischer Verdienstorden in Silber
- Medaille Dank der Burg der Hochschule für industrielle Formgestaltung

## Herausgeberschaft Jungs
- Textilkunst aus dem VEB Haweba. Hallesche Werkstätten für Webereierzeugnisse. Hochschule für industrielle Formgestaltung Halle, 1979

## Weblink
- Paul Jung auf der Website der Burg Giebichenstein Kunsthochschule Halle